# Gimnasio de la Universidad de Tecnología de Pekín
El Gimnasio de la Universidad de Tecnología de Pekín es un pabellón deportivo, situado en la capital china y en el cual se celebraron las competiciones de bádminton y gimnasia rítmica durante los Juegos Olímpicos de 2008. 
Con capacidad para 7.500 espectadores, está ubicado en el campus de la Universidad Tecnológica de Pekín (distrito de Chaoyang), al sudeste de Pekín y a 14 km al sudeste del Parque Olímpico.